# Cynoglossus cadenati
Cynoglossus cadenati is een straalvinnige vissensoort uit de familie van hondstongen (Cynoglossidae). De wetenschappelijke naam van de soort is voor het eerst geldig gepubliceerd in 1947 door Paul Chabanaud.